# Franz Ludwig von Cancrin
Franz Ludwig von Cancrin (Breidenbach, 21 febbraio 1738 – Staraja Russa, 29 marzo 1816) è stato un mineralogista, architetto e scienziato tedesco.

## Biografia
Nel 1764, entrò al servizio del langravio di Assia-Kassel a Hanau, diventando professore di matematica, capo del dipartimento di ingegneria civile dello stato e direttore del teatro statale.
Nel 1798 divenne consigliere dello Stato di San Pietroburgo. Pubblicò molte opere sulla mineralogia e la metallurgia, di cui il più importante era, Grundzüge der Berg- und Salzwerkskunde (12 voll, 1773-1791), che fu anche tradotto in diverse lingue.
Suo figlio, il conte Georg von Cancrin, o Kankrin (1774-1845), è stato il ministro russo delle finanze e ed era anche in stretta comunicazione con il botanico Alexander von Humboldt, durante la sua spedizione russa nel 1829.
Il minerale di cancrinite porta il suo nome.

## Opere
- Praktische Abhandlung von der Zubereitung der Kupfererze, Frankfurt, 1765
- Beschreibung der vorzüglichsten Bergwerke in Hessen, in dem Waldekkischen, an dem Haarz, in dem Mansfeldischen, in Chursachsen, und in dem Saalfeldischen. (1767)
- Erste Begriffe der unterirdischen Erdbeschreibung, Frankfurt, 1773
- Gründliche Anleitung zur Schmelzkunst und Metallurgie, 1784
- Stoische Sentenzen, Moralen und politische Einfälle etc., 1785
- Geschichte und systematische Beschreibung der in der Grafschaf Hanau Muenzenberg, in dem Amte Bieber und anderen Aemtern dieser Grafschaft benachbarten Laendern gelegenen Bergwerke. 1787.
- Grundzüge der Berg- und Salzwerkskunde. 12 vol. Frankfurt 1778–1791. (Vol. 5 available)
- A. Bayer's Bergstaatslehre, 1790.
- Von der Zubereitung des Roheisens zu Schmiedeeisen, 1790.
- Grundlehre der bürgerlichen Baukunst, 1790.
- Abhandlung von der Anlage, dem vorteilhaftesten Bau und der Unterhaltung der Rohrbrunnen, Frankfurt, 1791
- Einzelne Bauschriften, 2 vol., 1791–1792.
- Abhandlung von der vorteilhaften Grabung, der guten Fassung und dem rechten Gebrauch der süsen Brunnen, um reines und gesundes Wasser zu bekommen, Gießen 1792
- Abhandlung von der Bauung und Verwaltung der Höfe und Vorwerke, Giessen, 1792.
- Anleitung zu einer künstlichen und zwekmäßigen Wiesenwässerung mit Quell- Weg- Dorf- Stadt- Fluß- gesamletem Regen- und Seewasser: Mit einer Kupfertafel, Warburg, 1796.
- Bewährte Anweisung Schornsteine feuerfest zu bauen, wie auch Stubenöfen nach russischer Art zu verbessern, Leipzig 1797.
- Rechtliches Bedenken über die Regalität der Steinbrüche, Riga, 1797.
- Abhandlungen von dem Wasserrechte, sowohl dem natürlichen, als positiven, vornehmlich aber dem deutschen, Halle, 1789–1800.
- Wie man das beste Eisen erhalten kann, 1800.
- Vollständige Abhandlung von dem Theerbrennen in einem neuen mehr vollkommenen Theerofen worin man mit Scheidholz, Reisbunden, Torf und Stein kohlen feuern kann. Giessen 1805.